# Fort de Barchon
Le Fort de Barchon est l'un des douze ouvrages de la ceinture fortifiée de Liège, en Belgique. Des œuvres du Général Brialmont, la forteresse a joué un rôle important autant pendant la Première que pendant la Seconde Guerre mondiale.
Le fort surplombe la rive droite de la Meuse, et se situe à environ 6,5 km au nord-est du centre de la ville de Liège. Il avait pour mission d'interdire le franchissement du fleuve et de contrôler la route d'Aix-la-Chapelle, située à proximité. Son équipement et son architecture étaient comparables à ceux du fort de Loncin.
Le Fort de Barchon fut assiégé dès les premiers jours de la Première Guerre mondiale par les troupes allemandes. Il fut le premier fort de la Position Fortifiée de Liège à se rendre, le 8 août 1914.
Le fort fut considérablement amélioré et renforcé dans l'entre-deux-guerres. La modification la plus visible était une tour de 18 mètres de haut (visible de l'autoroute E40), qui servait à aspirer de l'air frais à une distance respectable du fort. La tour se trouve à quelques centaines de mètres à l'ouest du fort, auquel elle est reliée par un souterrain.
Le fort est relativement bien conservé, et un musée est actuellement en préparation. Il est ouvert au public quelques jours par an. Les points forts de la visite : la tour d'aération (dont le dernier étage est encore accessible) et la coupole à obusier de 75 mm (au saillant II de l'escarpe), importée du camp d'Elsenborn mais identique à celle qui s'y trouvait en 1940 (c'est d'ailleurs la seule coupole de 1940 encore en place dans un fort belge réarmé). Autre point fort : observer quelles modifications les Belges ont apporté au fort